# Zonia zonia
Zonia zonia is een vlinder uit de familie van de dikkopjes (Hesperiidae). Het is de typesoort van het geslacht Zonia. De wetenschappelijke naam van het geslacht en van de soort is voor het eerst geldig gepubliceerd in 1951 door William Harry Evans.